# Abies squamata
Abies squamata (Mast., 1906), è un abete endemico della Cina (Xizang, Sichuan e Qinghai.

## Etimologia
Il nome generico Abies, utilizzato già dai latini, potrebbe, secondo un'interpretazione etimologica, derivare dalla parola greca ἄβιος, ovvero "longevo". Il nome specifico squamata è riferito alla corteccia rugosa e a placche.

## Descrizione

### Portamento
È una conifera sempreverde di taglia media che può raggiungere i 40 metri d'altezza con un diametro del tronco fino a 2 m, a chioma conica, e i rami del primo ordine che si sviluppano orizzontalmente, i più bassi in maniera pendente, mentre quelli del secondo ordine sono ascendenti. I  virgulti sono di color rossastro scuro, o marrone purpureo, prevalentemente lisci.

### Foglie

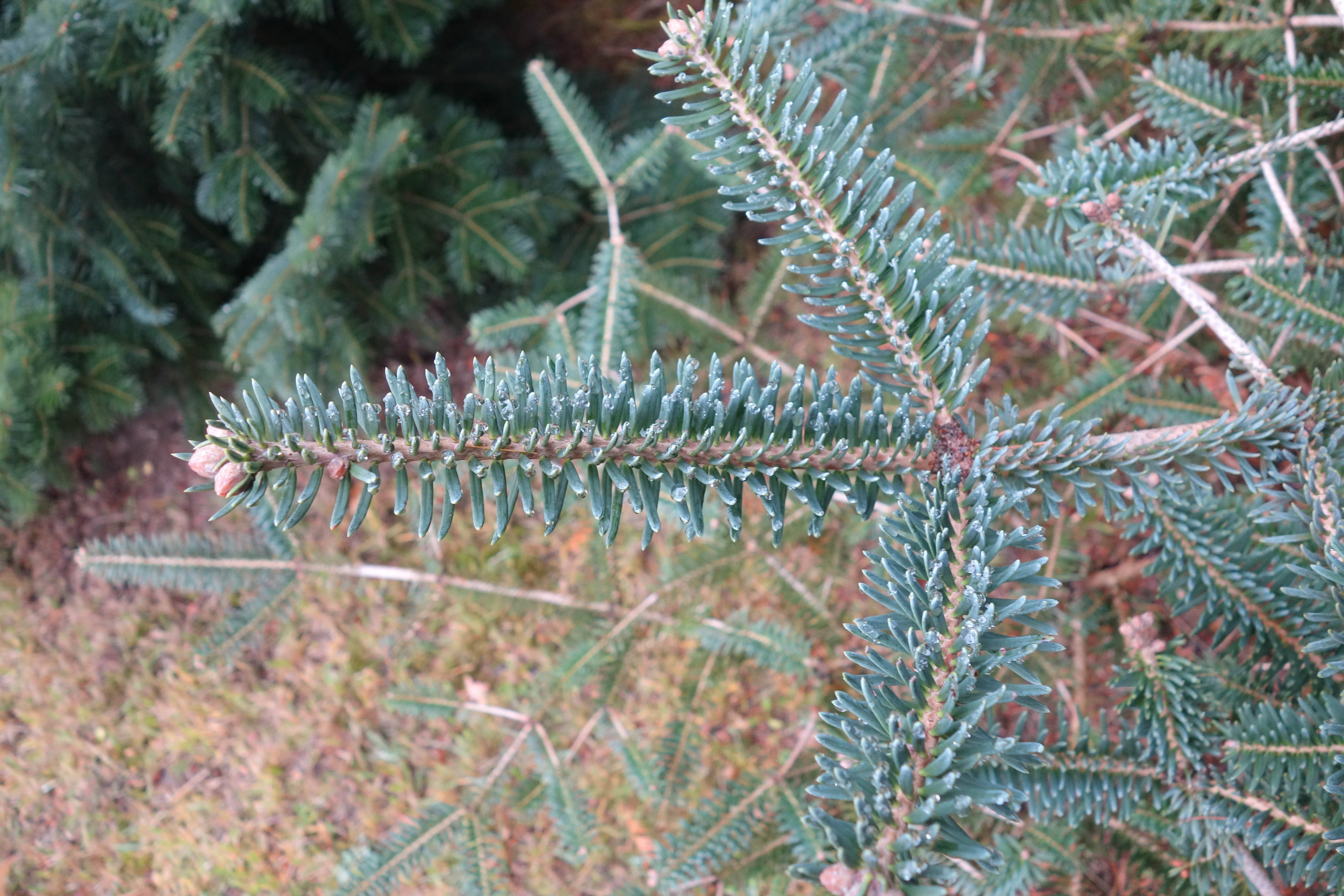
Aghi

Le foglie sono aghi lunghi 1,5-2,5 cm, color verde argentato superiormente, e con due larghe bande bianco-argentate di stomi inferiormente, con punte acute o ottuse; sono arrangiati a spirale, rigidi, disposti in due serie a pettine. Le gemme sono arrotondate e ovoidali, ricoperte di resina bianca.

### Fiori
Gli strobili maschili sono pendenti, giallastri e lunghi 2-3 cm, con microsporofilli purpurei.

### Frutti
Sono coni eretti cilindrici-ovoidali, con corto peduncolo, lunghi 5-7 cm e larghi circa 3-4 cm , di colore blu-viola da giovani, marroni-viola da maturi; le scaglie, flabellate-cuneate, sono larghe 1,5 cm., lisce e puberulenti. Le brattee, oblunghe-spatolate, sono lunghe 1,5-1,8 cm.

### Corteccia
La corteccia del fusto, liscia da giovane e purpurea, si sfoglia come nelle specie del genere Betula; negli alberi anziani si spacca in placche di color marrone-arancione.

## Distribuzione e habitat
È una specie di alta montagna, vegetante a quote comprese tra i 3500 e i 4500 metri, tra le specie arboree che al mondo si spingono alle altitudini più elevate; predilige podzol o litosuoli montani. Il clima di riferimento è freddo e relativamente secco, anche se le nevi permanenti normalmente forniscono l'umidità necessaria per tutto l'anno. Cresce prevalentemente in foreste miste con altre conifere come Abies recurvata, Abies fargesii, Picea likiangensis, Picea asperata, Picea linzhiensis, Larix potaninii e Tsuga forrestii. Poche le caducifoglie a tali quote (Betula albosinensis e Betula utilis).

## Usi
L'areale di alta quota non permette lo sfruttamento economico del suo legno. La sua coltivazione è rara in orticoltura, rimanendo confinata a pochi orti botanici.

## Conservazione
Lo sfruttamento di questa specie nel passato ha provocato una riduzione della popolazione di circa il 30 % negli ultimi 150 anni; per questo motivo viene classificata come specie vulnerabile nella Lista rossa IUCN.